# Это всё она
«Это всё она» (англ. She's All That) — романтическая молодёжная комедия и режиссёрский дебют Роберта Искова в полнометражном кинематографе. Вариация на тему сюжетов Золушки и «Пигмалиона». Считается одной из классических картин, заложивших основы жанра молодёжной комедии в её современном состоянии. Одна из наиболее успешных работ в карьере Фредди Принца-младшего и Рэйчел Ли Кук. Успех картины положительно сказался на карьере исполнителей второго плана: Пола Уокера, Джоди Лин О’Киф, Анны Пакуин. Название картины построено на сленговом выражении all that — лучший, лучше не бывает.
Съёмки картины прошли в Южной Калифорнии в 1998 году, в прокат она вышла в феврале 1999 года. При скромном бюджете около 10 млн долларов лента оказалась успешной в финансовом плане, заработав в мировом прокате свыше 100 млн. Картина выиграла несколько молодёжных кинонаград: две премии Teen Choice, премию Kid’s Choice и заработала номинацию на MTV Movie Award. Картина получила противоречивые и в целом отрицательные отзывы критики из-за жанрового начала, весьма предсказуемого сюжета, откровенного подражания фильмам Джона Хьюза и эксплуатационного подхода в режиссуре. Отдельных положительных отзывов заслужили диалоги, живой и образный язык, актёрская игра. Критики также нашли заслуживающим внимания саундтрек картины.

## Сюжет
События картины происходят в 1999 году в калифорнийской школе Harrison High School. Зак Сайлер — отличник, капитан футбольной команды и первый парень выпускного класса. Зак и Тейлор Вон считались самой эффектной парой. Однако после каникул красавица Тейлор бросила его ради Брока Хадсона — звезды реалити-шоу на MTV «Реальный мир». Узнав о том, Зак поспорил со своим приятелем Дином Сэмпсоном, что сможет любую одноклассницу превратить в королеву выпускного бала. Выбор падает на Лейни Боггс — невзрачную девушку, сторонящуюся компаний. Поначалу Лейни, живущая в своём мире и мечтающая о карьере художника, с сомнением относится к попыткам Зака сблизиться. Тем не менее он настойчив, идёт вместе с Лейни на репетицию самодеятельного театра и производит впечатление своей импровизацией.
Постепенно парень с девушкой сближаются. Они вместе посещают пляж, после чего Зак приглашает Лейни на вечеринку. Сестра Зака Маккензи помогает сменить имидж, и похорошевшая Лени привлекает всеобщее внимание. Тейлор устраивает на вечеринке скандал, оскорбляет Лейни, и та в слезах убегает. Зак догоняет и как может успокаивает её. После он включается в процесс продвижения новой участницы конкурса. Он деятельно занимается «предвыборной кампанией» Лейни — новой претендентки на корону королевы школы. Зак берёт под свою протекцию младшего брата Лейни, которого унижают одноклассники, чем окончательно покоряет её. Из-за хлопот Зак несколько отдаляется от девушки и не торопится приглашать её на выпускной. Ухаживания отвлекают Зака, и он стал хуже играть за футбольную команду. Дин Сэмпсон раздражён ситуацией и решает её исправить. Пользуясь занятостью Зака, Дин знакомится с Лейни и рассказывает о споре. Она приходит в бешенство из-за того, что на неё спорили как на вещь, и разрывает с Заком. В итоге Лейни идёт на выпускной с Дином, а Зак со своей сестрой. Тейлор, которая рассталась с Броком, никто не пригласил.
На балу королём объявляют Зака и королевой Тейлор. Лейни проиграла ей лишь немного. Во время выпускного Дин хвастается перед друзьями, что соблазнил Лейни и проведёт с ней ночь в номере отеля. Зак пытается найти девушку и помириться с ней, но та исчезла. Он приходит домой к Лейни и ждёт её. Неожиданно среди ночи дома появляется Лейни. Девушка отвергла домогательства Дина и возвращается к Заку. Она всё ему прощает, и влюблённые соединяются в поцелуе. Зак признаётся, что не будет подавать документы в престижные вузы лиги плюща, а также как и Лейни поступит в художественный колледж.
Как бы то ни было, Зак проиграл свой спор. На церемонии вручения аттестатов выпускник в качестве проигрыша выходит на сцену почти голым, прикрываясь футбольным мячом. В финальном эпизоде мяч летит в руки Лейни.

## В ролях
- Фредди Принц-младший — Зак Сайлер
- Рэйчел Ли Кук — Лейни Боггс
- Мэттью Лиллард — Брок Хадсон
- Пол Уокер — Дин Сэмпсон
- Джоди Лин О’Киф — Тейлор Вон
- Дьюли Хилл — Престон
- Кевин Поллак — отец Лейни
- Анна Пэкуин — Маккензи Сайлер
- Киран Калкин — Саймон, брат Лейни
- Тамара Мелло — Чендлер, подруга Тейлор
- Тим Мэтисон — отец Зака, Харлан Сайлер
- Лил Ким — Алекс Сойер
- Ашер — диджей

## Предыстория
До 1993 года студия Miramax специализировалась на авторском и независимом кино, со скромным бюджетом. После приобретения её компанией Walt Disney, студия стала больше ориентироваться на коммерческие проекты. Тем не менее, Miramax удавались и кассовые прорывы в кино, считавшемся авторским («Криминальное чтиво», «Умница Уилл Хантинг»). Идея, которая легла в основу сценария, принадлежала Дженифер Гигбот, вице-президенту продюсерской компании Tapestry, партнёра Miramax. Сценарий молодёжной романтической комедии подходил для подразделения Miramax — Dimension Films, специализировавшейся на жанровых картинах. Будущая картина стала предметом спора между братьями Вайнштейнами. Боб тогда возглавлял Dimension Films, а Харви Miramax. Харви доказывал брату, просившему передать сценарий в работу ему, что бренд ничего особенного не означает, и он удачно спродюсирует новую ленту даже в Miramax. Боб согласился, но вызвал брата на спор о том, будет ли картина успешной в прокате.
Несмотря на то, что бюджет проекта планировался скромно в пределах $10 млн и без громких имён в команде, глава компании самым пристальным образом следил за ним. Харви Вайнштейн помогал с подбором актёров и в правке сценария. В практике Голливуда продюсер обычно не вмешивался в дела режиссёра и уж тем более не участвовал в процессе монтажа картины. К 1998 году за плечами у режиссёра Роберта Искова был лишь телевизионный фильм «Золушка» и несколько эпизодов в сериалах Miami Vice и «Альфред Хичкок представляет». Он участвовал в переговорах по поиску режиссёра для музыкального проекта «Чикаго», но в 1998 году съёмки приостановили, и Роберт находился в поисках предложений. Сценарий картины «Это всё она» передал Роберту Харви Вайнштейн, сказав, что это отличная возможность проявить себя. Роберт вспоминал, что при подготовке сценария и подборе актёров вдохновлялся творчеством Джона Хьюза, романтическими комедиями «Девушка в розовом», «16 свечей» и «Клуб „Завтрак“».
Имена будущих героев картины возникли под впечатлением от любимых фильмов Искова. «Лейни Боггс» появилась на свет как сочетание имени персонажей, сыгранных Вайноной Райдер: Лелайна («Реальность кусается») и Боггс («Эдвард Руки-ножницы»). Зак и Тейлор имена музыкантов из семейной рок-группы Hanson.
На этапе подготовки сценария картины значительную помощь оказал Найт Шьямалан, «подшлифовавший» сценарий. Согласно более поздним комментариям режиссёра, именно благодаря Шьямалану в картине появились эпизоды, придавшие одномерной молодёжной комедии глубину и философский смысл. В частности, это была сцена импровизации Зака в театре и забавная концовка. Также он доработал диалоги. В 2013 году Шьямалан отметил в интервью, что его вклад был значительно глубже, чем стилевая правка. Он был литературным негром, собственно и написавшим бо́льшую часть сценария, хотя его имя не попало в титры. Признание Найта Шьямалана в том, что именно он был настоящим автором сценария картины, породило в 2013 году некоторый резонанс. Вступив с ним в полемику, сценарист картины Ли Флеминг заявил, что основным автором был и остался он. Джек Лечнер (глава отдела производства фильмов Miramax в 1990-х) отметил то, что вклад Шьямалана всё же был больше чем доработка, и он в значительной мере изменил окончательную редакцию картины.

## Подбор актёров

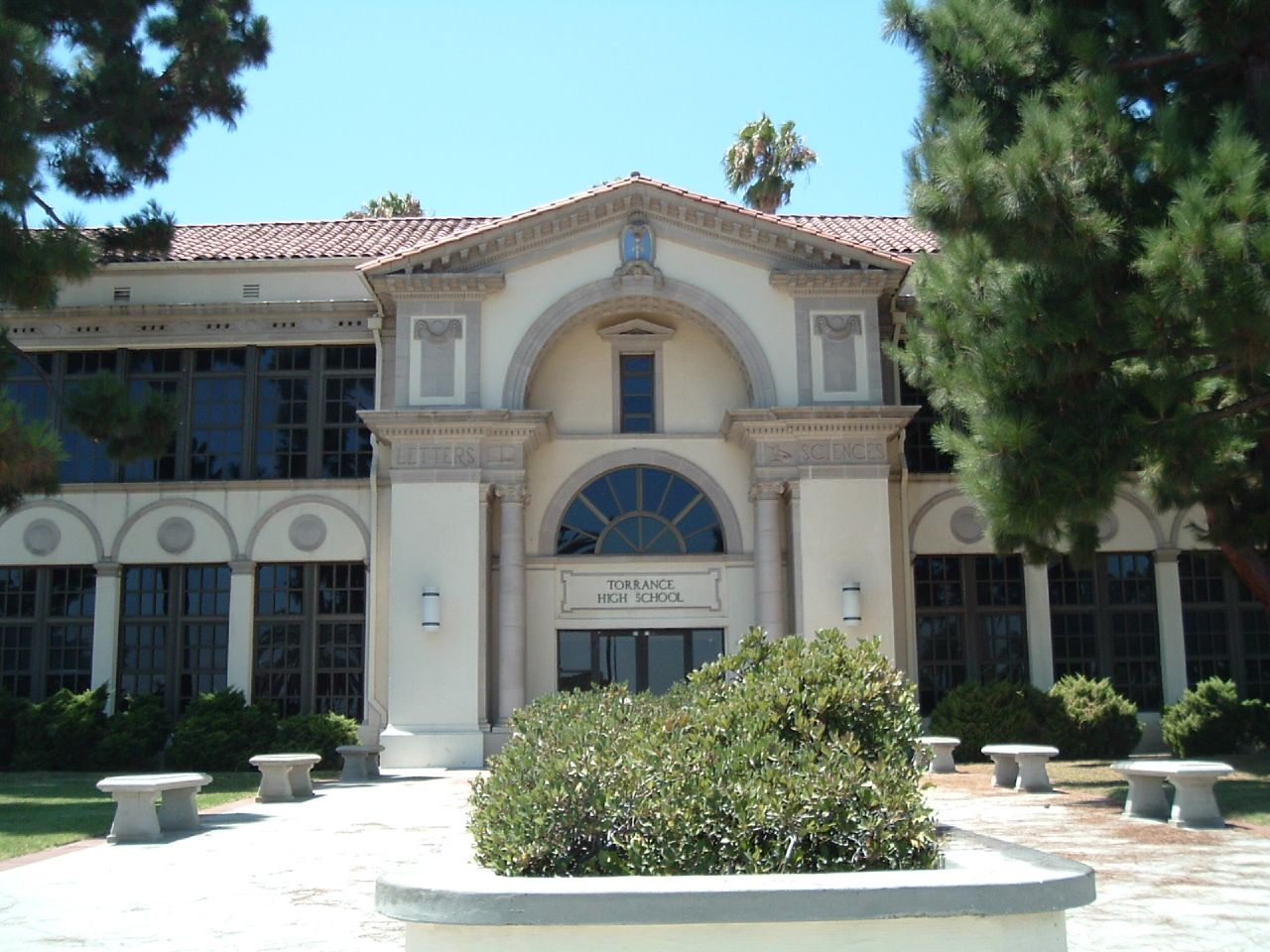
школа Torrance High School, в которой прошли съёмки фильма

Имена большинства исполнителей будущей картины к началу съёмок не были на слуху у широкой публики. Харви Вайнштейн обратил внимание на Фредди Принца и Рейчел Ли Кук по совместной работе в картине «Дом сказавших «Да»». У Фредди Принца младшего уже было на счету несколько заметных ролей, в том числе в боевике «Командир эскадрильи», однако главных пока не было. Сценарий новой картины он получил, когда ещё продолжал съёмки в «Я всё ещё знаю, что вы сделали прошлым летом» и сразу дал согласие. На роль Лейни пробовалось много юных актрис, в их числе Лили Собески, Мина Сувари, Джордана Брюстер и другие. Исков заметил Рейчел Ли Кук по её роли второго плана в комедии «Всё чего я хочу» (1998 г). Ей также немного повезло, так как она училась в одной школе с Джошем Хартнеттом, который пробовался на роль Зака и предложил её кандидатуру. Джоди Лин О’Киф была достаточно известна, но больше по телевизионным постановкам; с 16 лет она снималась в ведущей роли в сериале «Детектив Нэш Бриджес». Присутствие на съёмках состоявшихся музыкальных звёзд: Ашера и Лил Ким очень отвлекало юных актёров, не избалованных славой и вниманием прессы.
Исполнители главных ролей вспоминали, что в отрочестве не соответствовали типажу своего персонажа. Фредди Принц в школе был хулиганом и драчуном и не особенно хорошо успевал. Джоди Лин О’Киф совсем не была первой красавицей, а скорее «ботаником» — поэтому изображать самовлюблённую Тейлор ей оказалось особенно нелегко. Рэйчел Ли Кук была похожа на свою героиню, тоже любила театр, хотя не была такой замкнутой и нелюдимой, как изображена в фильме Лейни Боггс.
Среди актёров со статусом звезды, получивших приглашения на съёмки, можно упомянуть Кевина Поллака. Прочитав сценарий, он остался не в восторге от своего персонажа (отца Лейни) и постановки в целом. Однако, когда Кевин узнал, что в картине будет сниматься Фредди Принц, он изменил мнение. То же самое произошло с Мэттью Лиллардом, только закончившем сниматься в картине «Командир эскадрильи» вместе с Принцем.

## Производство и выход на экраны
Съёмки картины начались 6 августа 1998 года и заняли около 8 недель. Натуру для картины нашли в различных фешенебельных районах Калифорнии: особняках в Малибу и Бель Эйр, в центре изящных искусств Cerritos (en) в природном парке Leo Carrillo (en). Значительная часть школьных сцен снималась в кампусе калифорнийского учебного заведения Torrance High School (en). Там же проходили съёмки сериала «Баффи — истребительница вампиров», «Беверли-Хиллз, 90210» и других сериалов. С выбором места помогла будущая супруга Фредди Принца — Сара Мишель Геллар, звезда сериала «Баффи…» снявшаяся в камео-роли без слов в фильме (девушка в столовой, которой предложил перец Саймон). По сценарию у неё была роль со словами, но Сара отказалась от них.
Озабоченность продюсеров вызывало и то, что некоторые сцены могли помешать молодёжной комедии получить рейтинг PG-13. Сцена вечеринки с неумеренным употреблением подростками алкоголя была наиболее проблемной, но стоял на своём. Впрочем, даже использование нецензурной лексики героями, не помешало картине получить необходимый рейтинг. Более того, критики, сравнивая её с реалистичной «Детки», называли её приукрашивающей действительность. Чрезмерное внимание продюсеров к производству картины порой раздражало режиссёра. Некоторые из предложений продюсеров Искову представлялись бессмысленными и он с трудом отстоял свою точку зрения. Так Вайнштейн предлагал вставить в картину странную сцену боя на мечах. Заметив то, что брат Лейни Саймон в кадре носит слуховой аппарат, Харви предложил внести в сценарий и картину подробное пояснение почему так получилось. Вайнштейн также настаивал на развитии сюжетной линии с изменой Дина с Лейни. В картине по его мнению не хватало отрицательного героя и то, что друг Зака пытается изменить с его девушкой, превращало Дина в настоящего злодея. Режиссёр отказался от этих поправок..
Подготовка самой сложной сцены танца на выпускном балу заняла около двух недель. Снималась она в интерьере центра искусств Cerritos Center. Исков в прошлом имел солидную хореографическую подготовку. В 1973 году он ставил танцы в фильме «Иисус Христос — суперзвезда». Он пригласил в кордебалет 20 профессиональных танцоров. Заниматься пришлось и основным исполнителям. Кроме Габриэль Юнион и Дьюли Хилла, никто из молодых актёров не имел такой профессиональной подготовки. Дьюли Хилл прекрасно умел бить степ и предлагал вставить в картину свой сольный номер, но режиссёр отказался. Помогал в постановке под музыку Fatboy Slim «The Rockafeller Skank» хореограф Адам Шенкман. Сцена стала предметом серьёзных разногласий в творческом коллективе. Харви Вайнштейн, просмотрев, нашёл её несколько искусственной. Слаженные движения выпускников выдавали явную постановочность сцены. По общему соглашению, танцевальный номер пришлось немного разбавить репликами от диджея Ушера, который словно дирижировал движениями исполнителей. «Конечно такого выпускного бала не происходило ни в какой школе, но разве нельзя пофантазировать?» вспоминал Фредди Принц.
Премьерный показ картины состоялся в кинотеатре Mann Festival (Уэствуд, Калифорния) 19 января. Картина вышла на широкий экран 29 января 1999 года. В открывающий уикенд картина стала лидером проката собрав $16 млн. Коммерческий успех ленты стал неожиданностью для руководства студии, не возлагавшего на неё особых надежд. Харви Вайнштейн фактически выиграл спор и был очень горд собой. Тем не менее он несколько испортил отношения с главой Walt Disney Майклом Айснером, считавшем, что этот спор и выпуск картины под «неправильным» брендом Miramax всё равно был не самым продуманным решением, навредившим бизнесу.

## Структура картины и герои
Молодёжные блокбастеры и среди них «Бестолковые», «Добейся успеха», «Это всё она», «Блондинка в законе», «Студенческая команда» стали историями об инсайдерах: звёзды спорта, красотки, богатые детки и чирлидеры. Эти ребята живут в самых светлых, богатых пригородах, там где времена года не сменяют друг друга. У них стальные мускулы заменили личность. Сложно испытывать влечение к этим высоким каблукам и стройным формам, ещё сложнее жалеть их, ведь им MTV заменил Талмуд. Заглянув в этот киномир, поневоле вспомнишь о Джоне Хьюзе. Даже если вы и не фанат Джон Хьюза после увиденного его картины выглядят образцом целостности.
 Teen blockbusters—among them Clueless, Bring It On, She's All That, Legally Blonde, and Varsity Blues—had become the stories of insiders: sports stars, beauties, rich kids, and cheerleaders. These kids live in the blondest, richest suburbs, suburbs without seasons. The characters have abs so hard and defined they seem to have replaced personalities. It's difficult to feel affection for these studs and sylphs and even harder to pity them; for them, MTV television is akin to die Talmud, and their bodies are so underdressed that they give new meaning to pretty in pink. After visiting this cinematic life-world, one misses John Hughes. In fact, Hughes seems the apotheosis of film integrity. 
Создателям ленты удалось подобрать формулу интересную не только для молодёжи, что подтверждалось хорошими сборами. Выход на экраны картины «Это всё она» совпал с очередной волной интереса к фильмам «тинейджерской» тематики, начавшейся ещё с выхода на экраны картины «Бестолковые» (1995 г). Мода на молодёжные фильмы специалистами ассоциировалась с возникновением специфического жанра teensploitation (эксплуатационное кино о молодёжи). Кевин Уильямсон связывал этот феномен с настроением поколения Y, когда «возраст безразличия приходит так рано». Другой причиной успеха стал беспроигрышный выбор: ставка на классику. Это вновь стало модным течением конца 1990-х — начала 2000-х годов: «Бестолковые» (по мотивам романа «Эмма»), «10 причин моей ненависти» («Укрощение строптивой»), «Вирус любви» («Сон в летнюю ночь»). К сюжетам «Гадкого утёнка», «Золушки» и «Пигмалиона» кинематографисты обращались и обращаются постоянно. Можно вспомнить «Девушку в розовом» и «Строго по правилам».
На первый взгляд сценарий в картине «Это всё она» не содержит каких либо откровений в стандартной фабуле со счастливым концом. Построение картины здесь даже не набор отдельных штампов, а чётко выстроенная формула (см также очень схожие «10 причин моей ненависти» и «Бестолковые»). Главные герои, парень и девушка — белые. Обычно из среднего класса или выше, хотя один из героев может происходить из семьи синих воротничков. Друзья парня и девушки чернокожие. Первая красавица школы, она же главная интриганка. Отрицательные герои в картине подчёркнуто сексуальны, происходят из состоятельных семей, но при этом слабо успевают в школе. Один из главных героев растёт в неполной семьи и у него/неё есть младшие братья или сёстры. В картине обязательно соблюдаются школьные ритуалы: унижение младших школьников и вечеринка с алкоголем и наркотиками. Ключевая сцена: преображение героини с использованием всех возможностей современной моды и косметики. Всё происходит на фоне гетеросексуальной романтической истории в момент перехода из детства во взрослую жизнь, близко по времени к выпускному вечеру.
Коллекцию стереотипов продолжает облик главной героини. Внешность Лейни в первой половине фильма нарочито уродливая: очки в роговой оправе, мешковатая одежда, заляпанные краской туфли. Она чурается компании сверстников. Выросла в неполной семье и частично заменяет мать, которую рано потеряла. У Лейни в доме, в подвале есть собственный тайный уголок, где она предаётся увлечению: авангардной живописи (увлечение точными науками для слабого пола нехарактерно). Как полагается в «женском» мелодраматическом фильме действие обычно происходит внутри помещения, там где спокойнее: в доме, в школе, в театре. В противоположность в «мужских» фильмах сюжет нередко протекает за пределами дома, на неспокойной улице.
Среда молодёжных картин, место куда стремятся все — богатые пригороды калифорнийских городов, страна вечного лета. Подобно многим молодёжным фильмам 1990-х, в картине Искова конфликт основан на социальной сегрегации. Ещё со времён Джона Хьюза героев можно разделить на «инсайдеров» и «аутсайдеров». Инсайдеры — сливки общества, красавицы блондинки и спортивно сложенные парни — воплощение здоровья и успеха. Аутсайдеры — изгои, те, кто по разным причинам вне компании, но стремятся в неё попасть. Классика жанра: «Клуб „Завтрак“» и «Девушка в розовом» именно об аутсайдерах и маргиналах, которые добившись своего вошли в социум «инсайдеров». В конце 1990-х проблематика несколько изменилась. Неприкасаемые теперь не стремятся к инсайдерам. Они ценят собственную индивидуальность и предпочитают остаться сами по себе, не считая физическую привлекательность главной целью в жизни.

## Трансформация героев
Как заметил критик Терри Тичаут: каждый режиссёр по-своему решает проблему неестественно красивых женщин на киноэкране. Один из проверенных рецептов следовать сюжету о Гадком утёнке. Однако проблема фильма «Это всё она» как и многих других в том, что главную героиню никак нельзя назвать некрасивой ни до, ни после её метаморфозы. Испортить симпатичную девушку очками и мешковатой одеждой — довольно наивный приём, но он неизменно работает.
Начало эпизода преображения точно следует фабуле сказки. Золушке пора на бал, но у неё домашние дела и нет платья. В образе доброй феи появляется Зак и его сестра Маккензи. В качестве мышей перебравших крупу и убравшихся по дому — юниоры-футболисты. После оставшейся за кадром процедуры похорошевшая Лейни осторожно спускается по лестнице в эффектном облегающем платье, под мотив «Kiss me». Камера долгим планом поднимается от высоких каблуков вверх. Над внешностью девушки поработал профессионал. Платье явное подражание Вивьен Уорд в «Красотке», причёска под Рейчел Грин из Друзей. Вся сцена трибьют классическому фильму «Вперёд, путешественник» с Бетт Дейвис. Лестница, по которой неловко спускается преобразившаяся героиня не только клише, это также аллегорический переход героини на новый уровень. Теперь Золушку пустят на бал, но она стала такой же как все . Мораль современной сказки гласит: чудеса современной индустрии красоты могут любую девушку превратить в королеву выпускного, что обесценивает достижение.
Процесс преображения простушки в принцессу стал иным. Раньше сюжеты касались прежде всего изменения внутреннего облика героини и во вторую очередь внешности. Простолюдинка Элиза Дулитл, поработав над собой, избавилась от своего просторечия и дурных манер. В наши дни преображение героини носит иной характер. Специалисты даже называли многие подобные картины «макияжным кино» (makeover movies). Поменяв внешнюю сторону (одежду, аксессуары, макияж) героиня не особенно преображается внутренне. В отличие от Шер, действующего лица «Бестолковых», Лейни пассивна и не горит желанием изменить имидж и её практически заставляет Зак и его сестра. Внешняя перемена происходит против воли героини. Она воспринимает его как горькое, но необходимое лекарство.
Картина показывает сообразное своему времени толкование архетипа «девушка-соседка» (en), нередко эксплуатируемому в жанровых картинах. Если в 1940—1950 годы это было асексуальное создание близкое к среднестатистической внешности (например Дорис Дэй), то в современной масс-культуре она может иметь очень чувственный облик. С 1990-х когда журнал Playboy начал проводить конкурс girl next door ситуация стала меняться.
Своеобразие сюжета заключается в роли мужчины в повествовании и формировании женского образа. Лейни отчаянно возражает против того, что на неё спорят как на неодушевлённый предмет однако парадокс в том, что по мотивам «женского» сюжета роль девушки ведомая, а основной оказывается мужская роль. Зак переживает полный пересмотр жизненных ценностей. Сначала он пытается только поддержать статус школьного лидера. Уподобляясь скульптору из легенды о Пигмалионе Зак создаёт в воображении идеализированный образ, отображая канон красоты Тейлор на Лейни. Древняя легенда приобретает совершенно новое звучание. Его Галатея уже одушевлена и живёт, но её существования никто не замечает до их встречи. Лейни — не ищет внимания парня и его компании золотой молодёжи, она уже внутренне свободна и независима. Даже то что Лейни проиграла школьный конкурс красоты не меняет смысла происходящего. Критик Джейн Гейнал (SF Gate) заметила что наконец в картине хоть сколько-нибудь нестандартный посыл: для того чтобы быть принятым в обществе не нужно под него приспосабливаться. Школьный изгой может измениться внешне дабы оказаться принятым социумом, но не должен растерять внутреннюю свободу.
Отношения героев в картине близки к платоническим. Тема секса затрагивается бережно и не является определяющей. Оказывается что изменившаяся внешность для Лейни не так важна, как она была важна для симпатичных пустышек, к которым Зака поначалу тянуло. В сущности облик девушки преображается не сильно, внешность больше меняется в глазах её парня. Ведущая роль мужчины в сюжете приводит к тому, что, до известной степени, картина антифеминистическая. Как отметил Тимоти Шери (en): высокий интеллект героя в картине обычно приводит к трудностям в личной жизни. Лейни обретает смысл жизни в незамысловатом женском счастье, а не в странных хобби типа абстрактной живописи. Суть картины о переходе детей во взрослую жизнь. Трансформация героев это их превращение во взрослых, и здесь обойтись без помощи сложно.

## Критика
Мнения критиков оказались достаточно противоречивыми и в целом отрицательными. Большинство из них нашло картину вполне заурядной молодёжной комедией, с проблесками смысла в отдельных сценах, диалогах и в актёрской игре. Некоторые из критиков не выбирали выражений. Годфри Чешир (Variety) назвал картину абсолютной посредственностью, в которой создатели и не пытались выйти за рамки условностей. Кэрри Рикки (The Philadelphia Inquirer) назвал её «объедками со стола» молодёжных комедий Джона Хьюза. Роджер Эберт отметил, что лишь в отдельных сценах сквозь унылый сюжет неожиданно проглядывал чей-то злой гений. Оуэн Глейберман (EW) заметил, что полнометражная картина не стоит минутного эпизода из «Клуба „Завтрак“» с преображением героини Элли Шиди. Не обошли вниманием и несколько претенциозное название картины. Так обозреватель SF Gate Джейн Гейнал назвала свою рецензию: «She’s not quite „All That“» («Можно найти и получше её»).
Если в целом постановка не хватала звёзд и драматургия оставляла желать лучшего, отдельные сцены были словно из другого фильма, настолько свежо они смотрелись. Особенно впечатлила яркая сцена танца на выпускном балу под музыку Fatboy Slim’s. Стивен Холден (New York Times) и Мэри Уильямс (Salon) заметили выбор композиции и необычную хореографию. Роджер Эберт выделил сцену в фастфуд забегаловке, в которой работает Лейни. Выигрышно смотрелась и сцена импровизации Зака в молодёжном театре.
Рамки многочисленных клише и просчёты в сценарии так и не дали развернуться актёрам с неплохими задатками. Актёрские данные исполнителей центральных персонажей были отмечены в целом положительно, хотя прозвучали и негативные отзывы. Так Рейчел Ли Кук постоянно сравнивали с Вайноной Райдер, на которую она внешне очень похожа и кому старательно подражала. Джин Сискел, остался под впечатлением широкого эмоционального диапазона, который продемонстрировала Рейчел. Фредди Принц-младший хотя ему исполнилось уже 23 года в момент съёмок вполне убедительно играет старшеклассника. Критики оценили игры актёров второго плана в частности младшего брата Лейни. Понравилась специалистам и актёрская игра Мэттью Лилларда.

Возможно причина почему подобные «Пигмалиону» сказки возвращаются в моду чаще чем джинсы-клёш в том, что они обращаются к тем, кто хоть раз был молодым. Типичная для молодых дилемма сохранения баланса между трансформацией и самоуважением. Лейни и Зак, открывая себя, понимают, что меняться можно, только если останешься прежним и даже станешь лучше. Остаться честным с собой сложная позиция, если ты в том возрасте, когда личность ещё не сформировалась.
Оригинальный текст (англ.)Maybe the reason these «Pygmalion»-type tales come back into fashion more often than wide-leg jeans is that they address something that anyone who’s ever been an adolescent can relate to — the uniquely youthful dilemma of balancing self-transformation with self-acceptance. In the process of discovering each other, both Laney and Zack learn that it’s as OK to change as it is to stay the same, perhaps even better. And being true to yourself is a difficult proposition when you’re at an age when self is such a fluid concept.

— Мэри Элизабет Уильямс
Среди положительных сторон критики выделили запоминающийся саундтрек, а также диалоги и гэги. Привлекает в картине язык героев: живой, с неожиданными и острыми репликами. В своей рецензии Роджер Эберт обратил внимание на сцену, в которой Тейлор унижает Лейни на вечеринке, обливая её вином. Замысел не блещет оригинальностью, но реплика Тейлор: «Ты химера, никто, пустое место на виньетке» («You’re vapor, spam, a waste of perfectly good yearbook space») очень удачна. Мэри Элизабет Уильямс рекомендовала зрителям картины ещё раз обратить внимание на диалоги, к ним явно был причастен литератор высокого класса. Кевин Томас (LA Times) резюмировал свою позитивную рецензию так: «как же много можно выжать из жанрового фильма».
Рассматривая феномен картины «Это всё она» и молодёжных комедий 1990-х специалисты отмечали постепенную деградацию культурной кинематографической среды, вторичность и всё большую склонность к эксплуатационному содержанию фильмов. Как отмечала Луиза Лефф, по сравнению с бунтарскими фильмами 1950—1960-х современные молодёжные фильмы несмотря на внешнюю свободу и даже распущенность можно назвать по-своему консервативными. Молодого зрителя трудно удивить откровенными сценами или затрагиванием табуированных тем. Создатели и не пытаются вникнуть в сложные проблемы поколения, ограничиваясь сиюминутными трудностями.

## Премии и номинации
| Награда                                     | Кому присуждена                     |
| 2000 Лауреат: «Teen Choice Awards»          | 2000 Лауреат: «Teen Choice Awards»  |
| ------------------------------------------- | ----------------------------------- |
| Лучший актёр                                | Фредди Принц младший                |
| Самая сексуальная любовная сцена            | Фредди Принц младший, Рейчел Ли Кук |
| 1999 номинация: «MTV Movie Awards»          |                                     |
| Лучший прорыв в исполнении женской роли     | Рейчел Ли Кук                       |
| Лучший экранный дуэт                        | Фредди Принц младший, Рейчел Ли Кук |
| 1999 Премия: «Молодой Голливуд»             |                                     |
| Лучшая «плохая девчонка»                    | Джоди Лин О’Киф                     |
| Лучшая песня                                | Kiss Me                             |
| 1999 Премия: «Young Hollywood Awards»       |                                     |
| Лучшее исполнение молодой актрисы в комедии | Рейчел Ли Кук                       |

| Награда                                                 | Кому присуждена                        |
| 2000 Номинация: «ALMA»                                  | 2000 Номинация: «ALMA»                 |
| ------------------------------------------------------- | -------------------------------------- |
| Лучший актёр в полнометражной картине                   | Фредди Принц младший                   |
| 2000 Лауреат: ASCAP                                     |                                        |
| Лучшее исполнение песни в картине                       | Мэтт Слокум (Sixpence None the Richer) |
| 2000 Лауреат: премия «Blockbuster Entertainment Awards» |                                        |
| Лучшая начинающая актриса (голосование в интернете)     | Рейчел Ли Кук                          |
| Номинация:                                              |                                        |
| Лучший актёр, романтическая комедия                     | Фредди Принц младший                   |
| 2000 Лауреат: Kids’ Choice Awards                       |                                        |
| Лучшая экранная пара                                    | Фредди Принц младший, Рейчел Ли Кук    |

Информация по премиям и номинациям представлена по данным сайта imdb.com.

## Значение и наследие
Картина была признана этапной работой в жанре молодёжного кино. Социолог Кэтрин Дрискол сравнила её значение с такими лентами как «Бунтарь без причины» и «Хэллоуин» в истории американского кино. Лента стала своего рода «спящим хитом». Во время съёмок ничего не говорило о коммерческом успехе молодёжной комедии, снятой с довольно скромным бюджетом. В 1990-х молодёжные фильмы не значились среди перспективных и больше ассоциировались с фильмами класса B. Однако с выходом на экраны комедии «Это всё она», уже в 1999—2000 годах следом на экраны вышла целая череда сходных работ: «Американский пирог», «Факультет», «Нецелованная», «Студенческая команда». Коммерческий успех фильма Роберта Искова повлиял и на хорошие сборы для других молодёжных фильмов в последующие годы. «То, что было „вне закона“, стало „в законе“ и, более того, стало законом» — оценил ситуацию Кевин Смит («The outlaws have become in laws, or better, the law»). Молодёжное кино перебралось из категории B на ведущие роли и вновь стало занимать место в портфеле ведущих голливудских студий. Для многих актёров фильм стал трамплином для последующей успешной карьеры (Пол Уокер, Джоди Лин О’Киф, Анна Пэкуин).
В английский язык вошли неологизмы и устойчивые обороты из картины: hoover, wiggage,' rebound skank. Само название картины «She’s all that» стало популярной идиомой
В 2001 году на экраны вышла пародия на фильм Роберта Искова и на некоторые другие молодёжные комедии: «Недетское кино». Blu-Ray диск с картиной вышел в 2012 году. Его издала компания Lionsgate, текущий правообладатель каталога картин Miramax. Диск содержит аудиокомментарий режиссёра картины, а также клип Sixpence None the Richer’s «Kiss Me», снятый по мотивам фильма. В 2015 году активно обсуждалась возможность ремейка картины. Производство намечено на производственной базе Miramax, в качестве режиссёра рассматривалась кандидатура Кенни Леона. В итоге картина «Это всё он» вышла в 2021-м году, актёры Рэйчел Ли Кук и Мэттью Лиллард приняли эпизодическое участие в ремейке, однако уже в других ролях.

## Комментарии
1. ↑  Награда Teen choice — первое вручение.